# Groupe d'action et de résistance à la militarisation
Pour les articles homonymes, voir Garm.
Le Groupe d'action et de résistance à la militarisation, ou GARM est un mouvement antimilitariste lyonnais. De 1967 à 1984, il a mené des actions spectaculaires souvent caractérisées par leur humour. Il a notamment investi à deux reprises le poste de commandement nucléaire du Mont Verdun, alors en construction. Il a participé à la réflexion sur la politique de défense et contesté le complexe militaro-industriel et scientifique.

## Contexte
À la fin des années soixante, les raisons politiques de s'opposer à la militarisation sont nombreuses, notamment avec la mise en place de la force nucléaire. En mai 1968, les normes politiques et sociales de la société française ont été durablement ébranlées par une contestation radicale qui échappait, pour une bonne part, aux grands partis et syndicats. L'institution militaire a été alors épargnée par cette remise en cause. Mais le courant antimilitariste s'est ravivé et, à Lyon, il a été particulièrement actif, spectaculaire, populaire et durable grâce entre autres au Groupe d'action et de résistance à la militarisation.

## Histoire

### Naissance du groupe
En février 1968, dans une lettre à en-tête du Groupe lyonnais de soutien aux « renvoyeurs » de livret militaire, cent soixante-dix hommes et femmes manifestent leur solidarité aux opposants à la mise en place de l'arsenal nucléaire. La liste des signataires lyonnais, la plupart pacifistes, non-violents, chrétiens ou socialistes, est précédée de celle de seize personnalités nationales dont Bernard Clavel, René Dumont, Lanza del Vasto, Théodore Monod et Jean Rostand. Cette action amène à la naissance du Garm,.
Le Groupe lyonnais de soutien aux « renvoyeurs » de livret militaire s'oppose à l'ordonnance du 7 janvier 1959 portant organisation générale de la Défense et se solidarise activement des objecteurs de conscience grévistes de la faim ou emprisonnés, notamment à Lyon de Michel Tachon, Jean-François Lefebvre, Gilbert Ott et Bernard Vandewiele. Dans ce cadre, en février 1969, il participe à une importante activité militante nationale. Certains de ses membres jeûnent ou, à deux reprises, s’enchaînent publiquement,.
Le groupe signe un appel à un meeting « Luttons avec le peuple espagnol » lancé pour le 28 février 1969 par le collectif d'associations Front uni contre la répression.
Fin 1969, le groupe est rebaptisé Groupe d’action et de résistance à la militarisation, le Garm.
Le Garm prend part à la campagne nationale en faveur de Daniel Brochier auquel le statut d'objecteur de conscience a été refusé parce que sa demande était formulée en termes politiques, notamment en dénonciation de l'intervention militaire française au Tchad,. Une trentaine de personnes jeûnent dans la cathédrale de Lyon.

### Lettre des objecteursetObjection
En novembre 1970, l’assemblée des Comités de soutien aux objecteurs de conscience confie la rédaction de la Lettre des objecteurs à une équipe lyonnaise. Dominique Arrivé est directeur de publication. La publication se veut un « bulletin d'expression, de réflexion, d'opinion  et d'information sur les différentes formes d'objection au service militaire et, plus généralement, sur l'antimilitarisme révolutionnaire. » Organiquement, la Lettre des objecteurs n’est pas liée au Garm, mais toute la rédaction milite dans le groupe. Les analyses des deux entités s’enrichissent mutuellement. En juin 1974, la Lettre des objecteurs publie son dernier numéro et, en février 1975, laisse la place à Objection qui est déjà publié par la rédaction toulousaine des Comités de lutte des objecteurs,. Le Comité de lutte des objecteurs de Lyon, dont plusieurs membres militent au Garm et dont Patrice Bouveret est le correspondant, prend en charge la rédaction d'Objection en 1976.

### Pepe Beúnza, objecteur espagnol

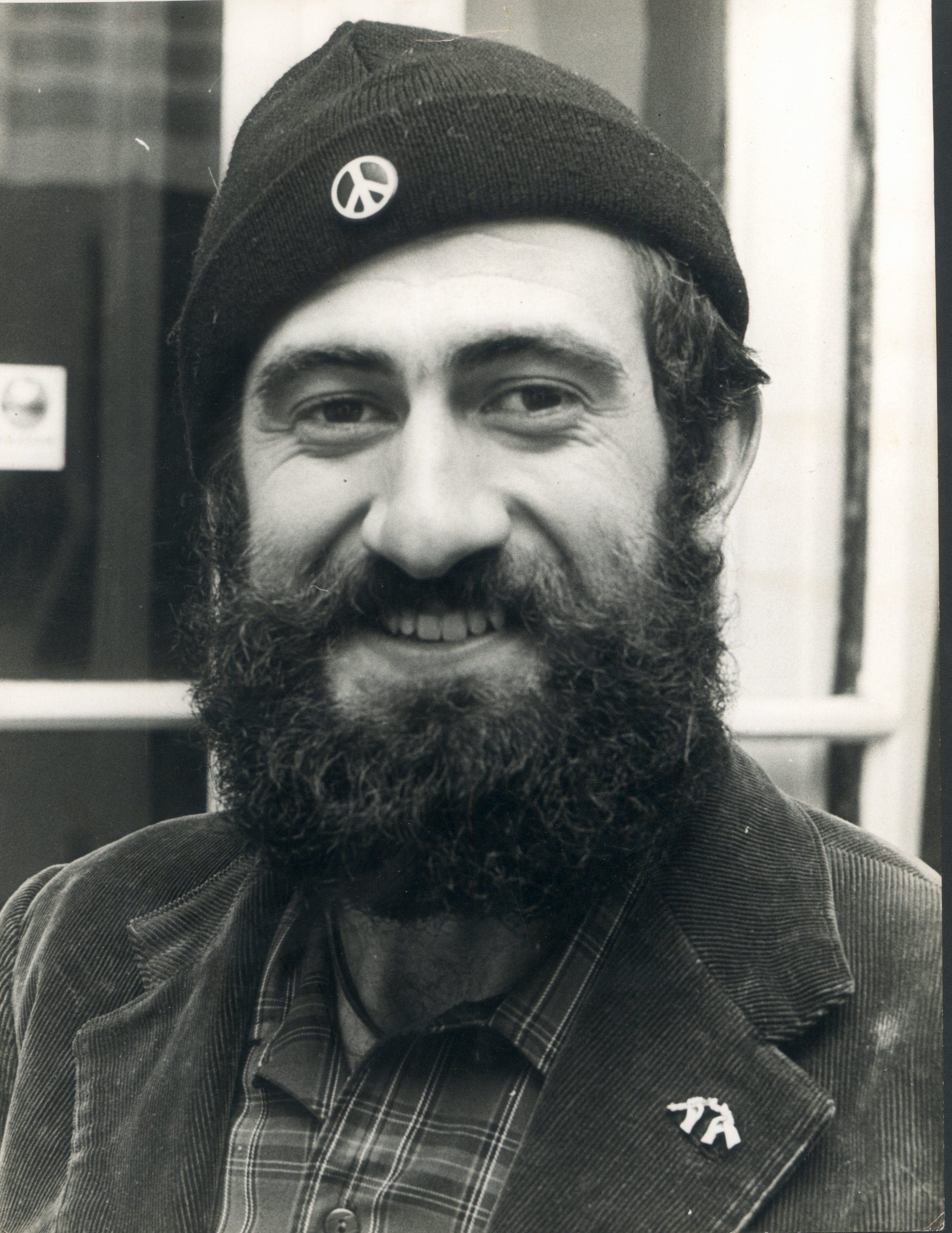
Pepe Beúnza à Utrecht (Pays-Bas) en 1970, pendant la préparation de la campagne de soutien à son insoumission comme objecteur de conscience.

Au début des années 1970, près de deux cents objecteurs sont prisonniers en Espagne franquiste. José Beúnza, dit Pepe Beúnza (ca), catholique non-violent, est le premier Espagnol à mener une action pour obtenir le statut d’objecteur. Le 12 janvier 1971, il refuse son incorporation militaire et est incarcéré.
Le 21 février, des Espagnols, femmes et hommes, commencent une marche de cinquante jours, de Genève à la frontière espagnole pour demander à être emprisonnés comme Pepe. Un groupe de Néerlandais, de Suisses et de Français les accompagne. Trente militants du Garm sont présents au passage de la frontière franco-suisse. Le Garm accueille les marcheurs qui font étape à Lyon. Il organise un débat public et une manifestation. Une délégation d'une trentaine de membres du Garm rejoint la marche le 11 avril à la frontière espagnole. Les sept marcheurs espagnols sont arrêtés à peine la frontière franchie. Les autres manifestants, d’une dizaine de nationalités, sont bloqués par les douaniers. Une centaine d'entre eux restent assis pendant cinq heures et demie sur le pont marquant la frontière. Ils sont finalement sévèrement matraqués par la police franquiste,.
Le 13 mai 1972, une vingtaine de militants et de militantes du Garm et du groupe de Romans Objection et résistance interviennent en gare de Valence (Drôme). Ils s'enchaînent à un train espagnol et devant lui. Ils réclament un statut pour les objecteurs espagnols et dénoncent l'accord de coopération militaire franco-espagnol et la collaboration en matière de répression politique,. Le même jour, dans plusieurs pays européens, d’autres groupes bloquent des trains espagnols ou occupent des lieux symboliques,. Les manifestants de Valence sont condamnés à une amende,.

### Les bagnes militaires
Michel Tachon, membre du Garm, lance dans la Lettre des objecteurs et la grande presse,, une campagne d'information sur les mauvais traitements infligés aux soldats de l'unité disciplinaire du Fort d'Aiton (Savoie). Le Garm participe aux dénonciations et, en avril 1971, publie sur la question un dossier qui est actualisé et complété quelques mois plus tard par André Ruff, Gérard Simonnet et Michel Tachon dans Les Bagnes de l’armée française.

### Contre la force de frappe nucléaire

#### Contre les essais nucléaires
En juin 1970, pour protester contre les essais nucléaires aériens en Polynésie française, le pasteur René Cruse et l'abbé Joseph Piégay, curé de Givors, s'enchaînent aux grilles d'une banque, en plein centre de Lyon.
En 1973, Jean-Pierre Lanvin, déguisé en évêque, conduit dans les rues de Lyon l’enterrement des futures victimes des essais nucléaires et de la prochaine guerre nucléaire ainsi que des victimes de l’actuelle famine en Afrique,.
Le 8 juin 1974, sur le lac et dans l'île des Cygnes du parc lyonnais de la Tête-d'Or, le Mouvement lyonnais d'action non-violente et le Garm symbolisent par un feu et des pétards les explosions nucléaires françaises qui se préparent sur l’atoll du Pacifique, Moruroa.

#### Le mont Verdun

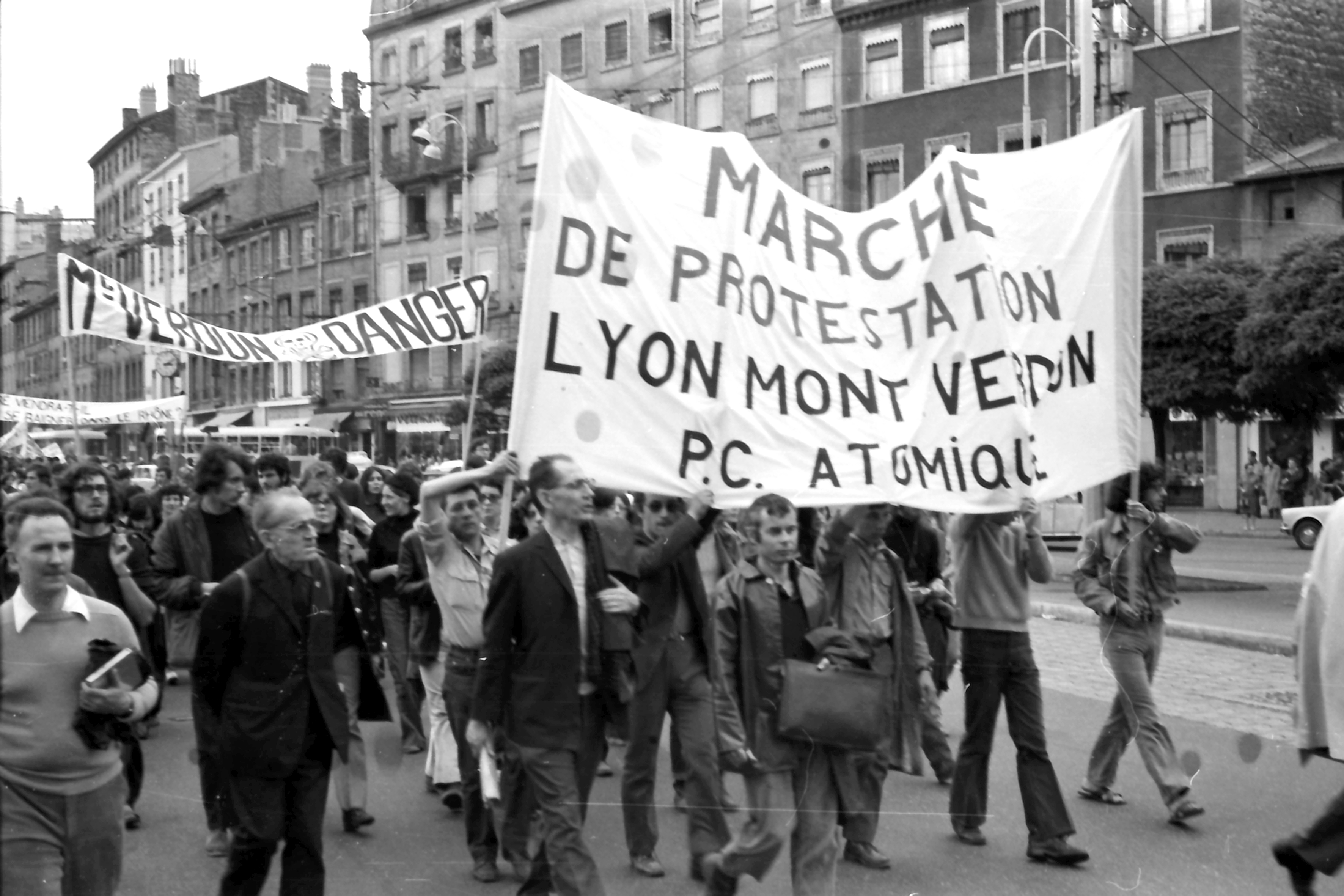
Maître Jean-Jacques de Felice, Théodore Monod, le pasteur René Cruse et Yvon Montigné, le 19 juin 1971, en tête de la marche du Groupe d'action et de résistance à la militarisation, de Lyon au Mont-Verdun, contre la force de frappe nucléaire

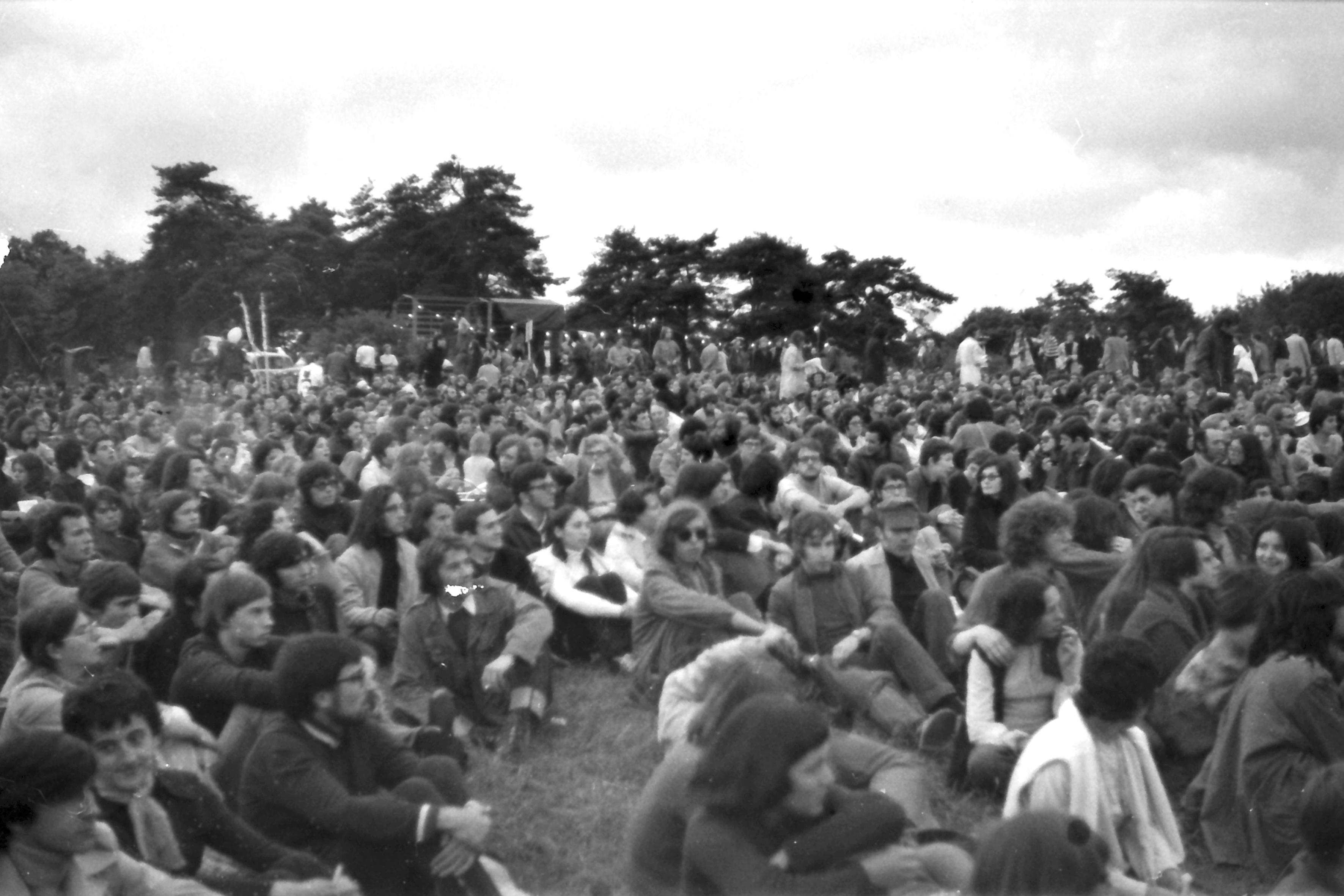
Fête du Groupe d'action et de résistance à la militarisation, au Mont-Verdun, le 19 juin 1971, à la fin de la marche depuis Lyon contre la force de frappe nucléaire

Le fort du Mont-Verdun est situé à une quinzaine de kilomètres de Lyon. Au début des années 1970, des travaux le transforment en un poste de commandement de la force de frappe nucléaire. Le Garm mène une campagne spectaculaire pour dénoncer cet équipement avec comme slogan « Lyon, ni Pentagone, ni Hiroshima ! »
La nuit du 30 au 31 janvier 1971, quelques militants pénètrent clandestinement au cœur du chantier du vaste complexe de salles souterraines réparties sur plusieurs niveaux. Après plusieurs heures de présence, ils se laissent volontairement arrêter,. Le matin, René Cruse tient une conférence de presse puis, sous les yeux des journalistes, il profite d’une tranchée creusée sous la grille et entre avec huit compagnons à l’intérieur du poste de commandement. Devant leur refus de sortir, des officiers autorisent la délégation à parcourir quelques centaines de mètres de galerie,.
Un procès a lieu au palais de justice de Lyon le 27 juillet. Il est intenté pour avoir dégradé l’ouvrage militaire « d’utilité publique » en y peignant des slogans. Des lettres de Théodore Monod, Jean Rostand, Robert Buron et Bernard Clavel sont lues à l'audience en soutien aux inculpés. Le réquisitoire du substitut François Colcombet obtient le ralliement du tribunal pour considérer qu'il s'agit d'un délit de presse et pour reconnaître son caractère politique. Les inculpés écopent d'une amende.
Les manifestations se multiplient sur le même thème. En particulier, le 19 juin 1971, 4 000 personnes, avec à leur tête Théodore Monod, marchent de Lyon au Mont Verdun et y participent à une fête. Les pasteurs René Cruse, et Jacques Walter, l’abbé Jean Toulat, le père Jean-Yves Jolif, maîtres Jean-Jacques de Felice et Paul Bouchet, Paulette Lacaze, de la Ligue des droits de l’Homme, et Pierre Fournier, journaliste à Charlie hebdo, prennent la parole. Des messages de Jean Rostand, Bernard Clavel et Robert Buron sont lus.
En 1972, à la date anniversaire de la première intrusion, des militants du Garm, munis de laissez-passer falsifiés, pénètrent à nouveau au Mont Verdun et s'y laissent arrêter mais ils ne sont pas poursuivis.
De mai à juillet 1973, le Garm organise chaque week-end une manifestation sous forme de camping sauvage devant le PC atomique. En mai, des représentants de plusieurs tribus, membres de l’American indian movement (AIM), parcourent l’Europe pour la défense de leur civilisation menacée. Parmi eux se trouve l'actrice Sacheen Littlefeather (Petite Plume). À l'invitation du Garm ils s'arrêtent à Lyon et certains tiennent une conférence de presse au Mont-Verdun avant de poursuivre leur route vers le Larzac où les paysans luttent comme eux contre l’accaparement de leurs terres.
Le 14 juin 1973, le Garm organise un rassemblement antimilitariste au Mont Verdun. Deux caravanes de cars et de voitures amènent de Lyon les participants sur place. Dans l’après-midi se tiennent des expositions et des débats en présence de militants italiens, espagnols, portugais, allemands et américains, de paysans du Larzac, d’anciens de Fort Aiton, d’objecteurs et d’insoumis. La soirée se termine en musique avec La Guimbarde, La Compagnie de la vallée, Mama Béa Tekielski, Pulsar et Benoît Vauzel.

### La guerre indo-pakistanaise

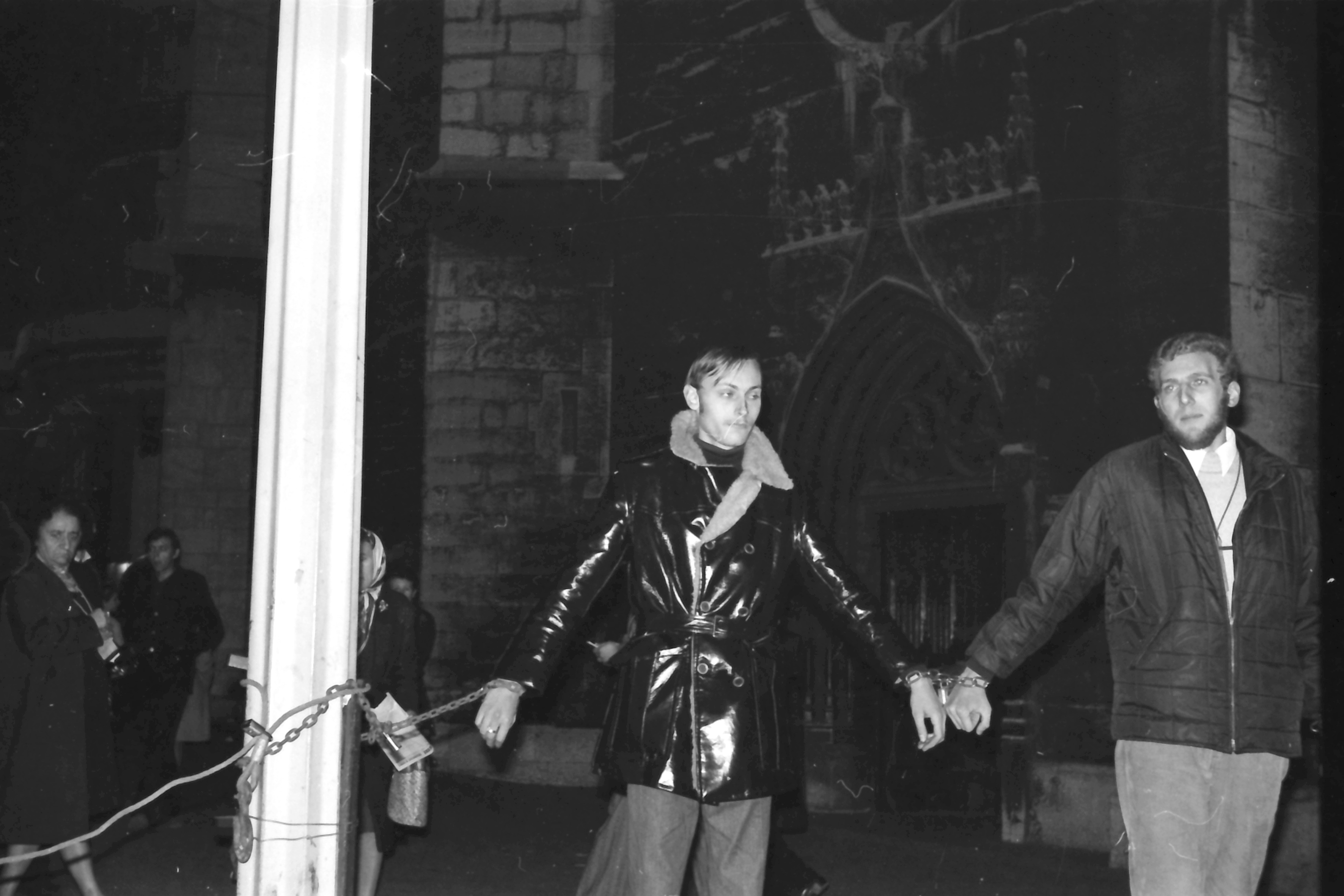
Alain Labat et Christian Delorme enchaînés devant l'église Saint-Bonaventure, à Lyon, le 28 octobre 1971, au cours d'une manifestation du Groupe d'action et de résistance à la militarisation, contre les livraisons d'armes de la France au Pakistan en guerre contre l'Inde

Pour protester contre les ventes d’armes au Pakistan, le 28 octobre 1971, en plein centre de Lyon, des militants du Garm barrent symboliquement la route au ministre de la Défense qui sera en visite officielle le lendemain. Certains sont enchaînés à un cheval de frise dérobé au fort du Mont-Verdun,.

### L'affaire Janin-Fayard
Au début de l'année 1971, la Commission juridictionnelle chargée d'examiner les demandes du statut d’objecteur de conscience rejette les requêtes de François Janin et Jean-Michel Fayard. Insoumis, ceux-ci sont condamnés et emprisonnés,. À l'initiative du Garm, un soutien militant important et parfois spectaculaire se développe en leur faveur à Lyon, puis dans tout le pays. L'affaire fait l'objet de nombreuses péripéties, jusqu'à leur libération en 1973,.

### Le Larzac

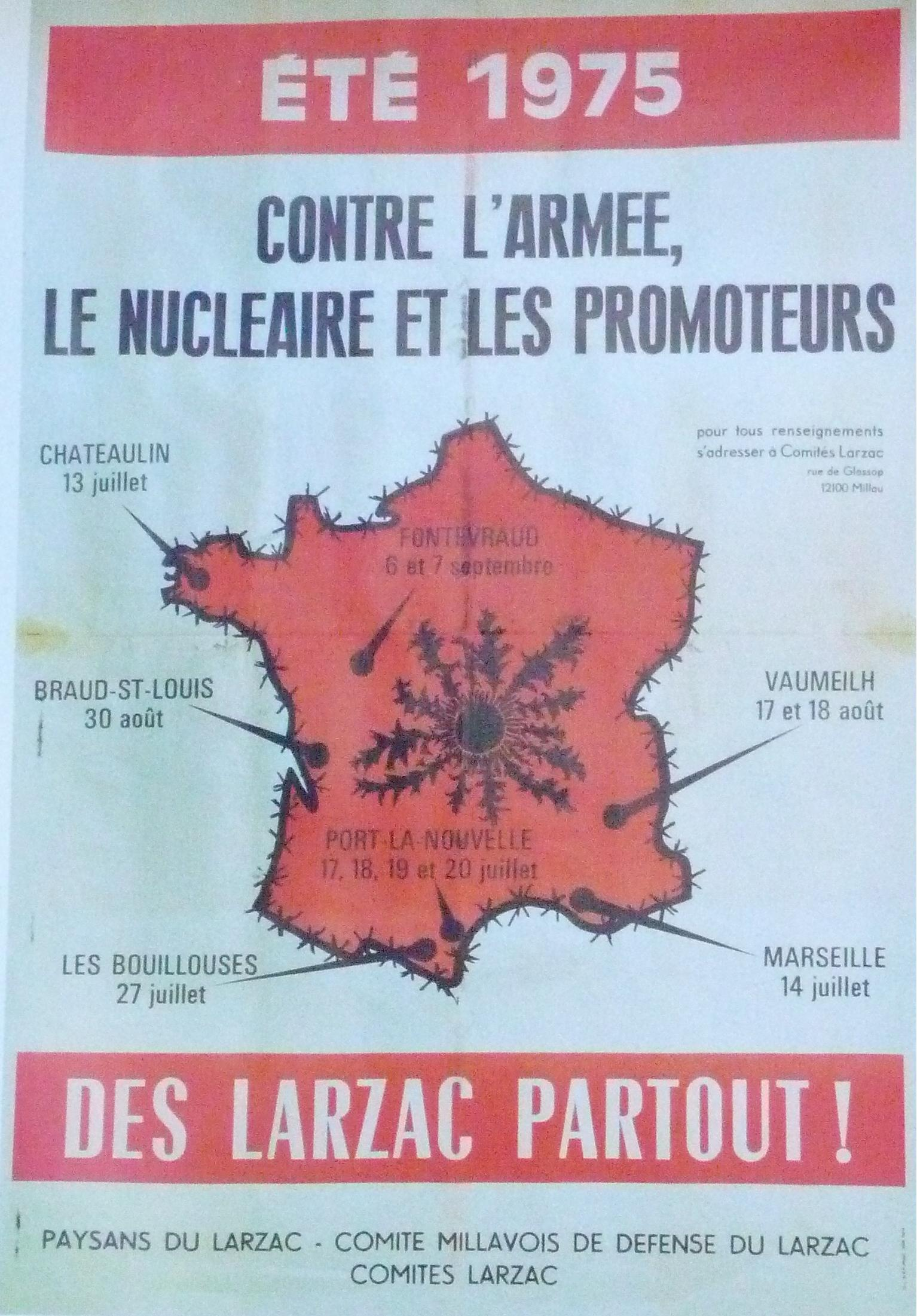
Affiche Des Larzac partout !

Avec les Comités Larzac, le Garm soutient la lutte des paysans du Larzac contre l'accaparement de leurs terres par l'extension du camp militaire et pour les nombreuses causes sociales, écologistes et pacifistes dont ils sont solidaires. Il participe à tous les grands rassemblements pour cette cause. Le Garm et certains de ses militants achètent des parcelles que, pour compliquer l’expropriation des terres, les agriculteurs vendent aux sympathisants sous forme de 6 180 petites parts.
Douze renvoyeurs de livrets militaires sont jugés à Lyon le 27 septembre 1979. Ils expriment dans un texte leur solidarité avec le Larzac et leur opposition au militarisme. Dix organisations dont le Garm se déclarent solidaires des inculpés et appellent à des débats et une fête au centre Pierre-Valdo.

### Dans l'armée

#### Les «Trois jours»
À partir de 1972, à chaque session de tests préliminaires à l'incorporation, dite les « Trois jours », le Garm distribue aux futurs conscrits des tracts sur la vie militaire et la possibilité de ne pas effectuer de service militaire.

#### Accidents à l’armée
La caserne du camp de La Valbonne, à 30 kilomètres de Lyon, ouvre ses portes le dimanche 28 mai 1972. À l’initiative du Garm, arborant ses décorations méritées dans la Résistance et comme combattante volontaire en Indochine, Andrée Georgevail s’immisce dans la cérémonie officielle et dépose avec Olivier Brachet une gerbe qui rappelle la responsabilité des gradés dans la mort accidentelle de quatre appelés. Christian Mellon et Yvon Montigné les accompagnent avec des banderoles. Richard d’Addario et Jean Marc Semard distribuent des tracts. Les militants sont arrêtés.

#### Les comités de soldats
Au cours de la campagne pour l'élection présidentielle de 1974, 6 000 soldats signent une pétition appelée Appel des 100, demandant l'amélioration des conditions de vie et l'introduction des libertés d'association et d'expression dans les casernes.
Le Garm diffuse l’appel du Comité de soutien aux soldats emprisonnés signé par des dizaines de personnalités politiques et culturelles. Des dizaines de comités de soldats sont créés. Ils publient, souvent avec l’aide de sections syndicales CFDT, des journaux clandestins pour leurs casernes.

### Les ventes d'armes
Le Garm mène des études et des réflexions sur les ventes d'armes que certains de ses membres répercutent dans des articles,. Olivier Brachet, auteur d'un mémoire de DESS Du commerce des armes à la militarisation de l’économie et du domaine social, publie avec Christian Pons et Michel Tachon La France militarisée. « Ce livre est le fruit d'une action et d'une réflexion collective au « Groupe d'action et de résistance à la militarisation » de Lyon. »

### L'insoumission
En novembre 1972, le Groupe d’insoumission totale (Git) manifeste à Lyon en diffusant un tract « Avec le soutien du Groupe d'Action et de Résistance à la Militarisation » et sous des banderoles appelant à l'insoumission collective. Le 25 novembre, au cours d'une autre manifestation des deux groupes, la police tabasse les militants dans un appartement et infligent un traumatisme crânien à Yvon Montigné. Le 8 décembre, un rassemblement précède le procès des manifestants qui a lieu le 11 décembre.
À partir du printemps 1973, le Garm participe à la campagne de soutien à Bruno Hérail, Gérard Petit, Alain Sibert, Hubert Planchez et Gérard Bayon, insoumis, emprisonnés et grévistes de la faim,,,.
En avril et mai 1975, plusieurs insoumis incarcérés à Lyon font des grèves de la faim. Le Garm les soutient par des manifestations en ville et au Tribunal permanent des forces armées. Le 30 mai, Michel Albin est démobilisé et quitte l’hôpital après cinquante-six jours de grève de la faim. Il est ensuite condamné pour insoumission à huit mois de prison dont six avec sursis.

### Le mouvement lycéen contre la loi Debré
En mars et en avril 1973, le Garm participe aux manifestations lyonnaises qui regroupent jusqu'à 15 000 lycéens contre le nouveau régime de sursis de la « loi Debré » du 9 juillet 1970,. Les slogans pour l'insoumission sont repris au-delà des militants du Garm. Des banderoles soutiennent l'insoumis Gérard Bayon. Les 4 et 9 avril, mille cinq cents personnes manifestent devant la prison Montluc où il est détenu.

### Atteintes aux libertés d’opinion et de presse
À la suite du mouvement lycéen contre la loi Debré, Robert Galley est nommé ministre des Armées. Sous son mandat, les procès des antimilitaristes se multiplient. En 1973, quatre chefs d’inculpation sont signifiés à douze personnes : injures envers l'armée, incitation de militaires à la désobéissance, provocation à la désertion et à l'insoumission, incitation à autrui pour bénéficier du code du service national dans le but exclusif de se soustraire à ses obligations militaires. Ces inculpations visent des militants du Garm dont Mireille Debard, secrétaire, et Paulette Declipelleir, trésorière, ainsi qu’Henri Leclerc, gérant de la SARL Imprimerie presse nouvelle qui a imprimé les tracts incriminés.
Le 12 février 1974, trois cents personnes se massent pour assister à l’audience. L'éditeur François Maspero témoigne. La défense fait état de quatre cents lettres de soutien dont celles de Pierre Mendès France, de Daniel Mayer, président de la Ligue des droits de l’Homme,. Les prévenus sont condamnés à des amendes,. L'imprimeur est relaxé en appel.

### La guerre du Viêt Nam
Le 10 janvier 1973, onze militants du Garm occupent le consulat des États-Unis à Lyon. Ils dénoncent le mépris des accords de Genève, qui prévoyaient la réunification du Viêt Nam, et la reprise des massacres perpétrés par les bombardements américains. Ils déchirent le drapeau américain et le remplacent sur la façade par un drapeau nazi. Passant par les toits, deux d'entre eux accrochent une banderole au fronton du bâtiment. Le consulat ne porte pas plainte contre eux mais ils sont inculpés au nom de la très contestée « loi anticasseurs » de 1970 (abrogée en 1982) qui institue une responsabilité collective en contradiction avec les principes du droit pénal moderne. Le 10 octobre, ils déclarent au tribunal : « Le drapeau représente l'honneur d'un pays. Lorsque les dirigeants de ce pays bafouent cet honneur en menant une guerre de massacre, le drapeau est déjà souillé et nous n'avons fait que concrétiser cette réalité. » Défendus par Mes Saint-Pierre et de Felice, les militants sont « renvoyés des fins de la poursuite sans peine ni dépens. »

#### ITT
Le conglomérat International Telephone and Telegraph (ITT) est, en 1972, la 8e compagnie américaine. Il a compté parmi ses clients aussi bien l'Allemagne nazie que la Russie soviétique.
Grâce au financement d'ITT et à sa collusion avec la CIA américaine, le général chilien Augusto Pinochet fait un coup d'État au cours duquel le président Salvador Allende est assassiné et il établit une dictature sanglante.
Le Garm organise un boycott des produits ITT (Claude, Sonolor, Océanic, Laboratoires Payot, Avis, Cours Pigier, etc.). Il coordonne la campagne à laquelle participent des organisations de seize villes de toute la France qui se réunissent à Lyon le 2 mars 1974.

### Intrusion dans la prison Montluc
Le 2 juin 1974, trois militants du Garm pénètrent de nuit, à l'aide d'une échelle, dans la prison Montluc. Il s’agit de Gérard Bayon qui y a été emprisonné l’année précédente, de Michel Guivier qui est sous le coup d’un mandat d'arrêt pour insoumission et d’Yvon Montigné. Ils entendent se déclarer solidaires de tous les réfractaires victimes de la justice militaire. Arrêtés et incarcérés six jours, ils sont condamnés à trois mois de prison avec sursis et 500 francs d’amende pour… violation de domicile !

### La justice militaire
Mireille Debard et des membres du Garm et d'autres groupes assistent régulièrement aux audiences du Tribunal permanent des forces armées de Lyon. Une circulaire interne définit les objectifs du Garm : informer la presse, comparer avec les sanctions dans le civil, inciter les avocats commis d’office à un meilleur travail, dégager la signification politique des faits reprochés, améliorer le rapport de force avocats-juges. Des tableaux numériques sur les types d'inculpations et les sentences sont régulièrement publiés. Mireille Debard, secrétaire du Garm, et le journaliste de Libération Jean-Luc Hennig publient Les Juges kaki, un dossier de près de 300 pages, illustré par Cabu et préfacé par Michel Foucault, avec de nombreux verbatim d’audiences dans tous les tribunaux en France et à Landau, en Allemagne, pour les soldats stationnés dans ce pays.
En octobre 1979, à Lyon, un Collectif contre la justice militaire est créé à l’initiative du Groupe Insoumission avec des membres de celui-ci et du Garm. Une réunion nationale à Paris, en mars 1980, et une autre à Lyon, en mai, regroupent les collectifs de Paris, Rennes et Lyon et décident de se doter d'un matériel commun.

### Une vague de procès
Le Garm se mobilise avec d'autres groupes à propos d'une vague massive et recrudescence de procès (une centaine en six mois) qui frappent les antimilitaristes. Vingt-cinq membres du Groupe Insoumission, inculpés d'« incitation à la désertion et à l'insoumission », sont jugés à Lyon, le 30 janvier 1978 et Pierre-Yves Aubert, objecteur insoumis, le 1er février. Entre septembre 1977 et mars 1978, quatre-vingts procès d’objecteurs insoumis à l’Office national des forêts (ONF) ont lieu un peu partout en France. À cette date, deux mille deux cents objecteurs refusent leur affectation autoritaire.
Les 15 et 16 avril 1978, le Garm et deux journaux, Objection et la Gueule ouverte - Combat non violent, organisent au centre Pierre-Valdo, à Lyon, le plus grand rassemblement national d'objecteurs depuis le vote de la loi de 1963.
En France, plus de sept cents personnes se déclarent prêtes à transgresser l’article L 128 du code du service national qui punit l’hébergement (le recel, en terme juridique) des insoumis. Offrant, pour quelques heures, leur hospitalité à des objecteurs menacés d’être incarcérés, des personnalités se réunissent au domicile de l’une d’entre elles, invitant les journalistes à constater leur acte de désobéissance civile. Bernard Clavel, Théodore Monod, Brice Lalonde, Romain Bouteille, Leny Escudero, Daniel Guérin, Bernard Ravenel, Catherine Ribeiro, des membres socialistes de conseils généraux et municipaux agissent de la sorte. Le 26 mars 1980, chez Jean-Pierre Lanvin, membre du Garm, et en présence d’Huguette Bouchardeau, secrétaire nationale du Parti socialiste unifié, une conférence de presse annonce cette transgression.
Au début de l'année 1981, le Garm se mobilise pour plusieurs procès d'objecteurs insoumis au service civil, dont celui de Jean-Michel Lacroûte, instituteur soutenu par le Syndicat général de l’Éducation nationale - CFDT.

### Encore des manifestations
Titré « Résistance à la militarisation », un appel à manifester le 10 mai 1980 est signé par huit organisations dont le Garm et, exceptionnellement, le Mouvement des radicaux de gauche. Après la dislocation du rassemblement, le Groupe insoumission déploie une banderole « Insoumission totale », place Bellecour où se déroule une démonstration de l’armée de l’air. Bombardé d’œufs et de poches de peinture, l’hélicoptère exposé s’élève au-dessus de la foule. Aux cris de « À bas toutes les armées », « Pas de guerre, pas d’armée », les manifestants font battre en retraite les musiciens militaires,.
En mai 1980, le Garm est présent aux Assises de l’écologie qui se tiennent à Lyon en vue de l’élection présidentielle. Avec les équipes de La Gueule ouverte et d’IRL, il prépare une motion de soutien aux réfractaires et contre la justice militaire et la Cour de sûreté de l'État. On organise une « évasion » improvisée de l’hôpital Desgenettes de l’insoumis Marc Hollenstein en grève de la faim depuis vingt jours. Sur la scène, amaigri dans son pyjama trop grand, il explique l’incompatibilité entre l’armée et l’écologie puis fait approuver la motion par tous les congressistes. Quarante personnes l’accompagnent ensuite jusqu’à l’hôpital.
Le 10 mai 1981, François Mitterrand est élu président de la République. Les grandes orientations militaires des gouvernements précédents sont maintenues. Les tribunaux militaires continuent à infliger des sanctions, et plusieurs insoumis sont arrêtés.
Le 9 juin 1981, à Villeurbanne, fief de Charles Hernu, ministre de la Défense, lors d’un meeting électoral de ce député sortant, le Garm réclame la libération des insoumis,. Au Centre culturel œcuménique de la même ville, le 11 novembre 1981, 600 personnes participent à une rencontre antimilitariste coorganisée par le Garm. Le protocole d’accord visant une symbiose entre le ministère de la Défense et celui de l’Éducation nationale est un des thèmes débattus. Des femmes du Garm animent celui sur l’antimilitarisme au féminin.

## Événements liés au groupe

### 1967 à 1969
Le groupe multiplie les interventions publiques souvent reportées dans les journaux nationaux comme à Pâques 1967 et mois suivants, il y eut un renvoi coordonné de quelques livrets militaires. Le Groupe lyonnais de soutien aux « renvoyeurs » se constitua, publia ses premières brochures et obtint le soutien de personnalités nationales. Un renvoyeur et cinq membres du groupe de soutien sont alors assignés quatre jours à résidence à l'occasion du passage du général de Gaulle à Lyon déclenchant une manifestation de protestation le 24 mars 1968, et au début février 1969 un soutien aux objecteurs de conscience en grève de la faim,, grève stoppée par l'arrestation de deux objecteurs par les gendarmes le 9 février, le même jour quatre objecteurs s'enchaînent aux grilles de la préfecture du Rhône, le 15 février six militants s’enchaînent à un arbre et le 19 février 1969 une conférence de presse a lieu à la libération de l'objecteur Michel Tachon. En fin 1969, le groupe est rebaptisé Groupe d’action et de résistance à la militarisation. Il milite pour Daniel Brochier, objecteur politique. Le premier tract signé Garm est destiné aux futurs conscrits.

### 1970 à 1971
À partir de décembre 1970 il y a des censures comme à Radio Lyon pour l'émission Six Jeunes autour d'un livre et des débats comme le 15 décembre 1970 à la Maison des étudiants catholiques avec Jacques Riondé, pilote d'hélicoptère, emprisonné puis dégradé et exclu de l’armée pour avoir écrit une lettre pour critiquer l’absence de protection de la population locale contre les radiations lors des essais nucléaires et refuser de participer à ces derniers, les soutiens s'organisent, comme pour Pepe Beúnza (ca) objecteur espagnol, du 21 février au 11 avril 1971 avec une marche internationale de Genève à Bourg-Madame via Lyon et d'autres formes de soutien : le 30 avril 197 une manifestation à Lyon, le 28 mai 1971 un concert de Joan Baez au Palais des sports de Lyon au profit des objecteurs espagnols, le 13 mai 1972 un blocage de train à Valence et son procès le 31 octobre 1972, en Avril 1971 le Garm, participant à la campagne d'information sur les mauvais traitements infligés aux soldats de l'unité disciplinaire du fort d'Aiton (Savoie), publie un dossier qui est actualisé et complété quelques mois plus tard par André Ruff, Gérard Simonnet et Michel Tachon dans Les Bagnes de l’armée  française, et en parallèle procède à une 1re occupation du poste de commandement de la force de frappe nucléaire du Mont Verdun dans la nuit du 30 au 31 janvier 1971, le procès de cette action a lieu le 27 juillet 1971, suivi le 14 mars 1971 par une manifestation devant la mairie du huitième arrondissement de Lyon et le 25 mars 1971 une manifestation contre le poste de commandement nucléaire du Mont Verdun, à Limonest, « La fête, pas la guerre ! », puis une marche de Lyon au mont Verdun suivie d'une fête le 19 juin 1971.
À Oullins, le 3 septembre 1971, contre la présence d’un camion-exposition de la marine nationale avec maquette du sous-marin nucléaire Le Redoutable, une exposition du Garm présente des photos prises après les bombardements atomiques et des informations sur le Mont Verdun, le budget militaire et les ventes d’armes, 1971 est le début de l'affaire des objecteurs François Janin et Jean-Michel Fayard, dont le statut est refusé, ce qui les mène à l'insoumission et au service civil sans statut, les actions s'enchaînent : les 2 et 3 octobre 1971 une forte délégation du Garm participe à Besançon au 2e Festival international des objecteurs de conscience, le 14 octobre 1971 une réunion publique à propos de l'Inde, puis une manifestation contre les livraisons d'armes au Pakistan le 28 octobre 1971, c'est également le début de la lutte contre l'extension du camp militaire du Larzac, à partir de décembre 1971 débute une grève illimitée d'objecteurs en service civil par solidarité avec Janin et Fayard, puis une 2e occupation du poste de commandement nucléaire du Mont Verdun  le 31 janvier 1972, enfin le Mouvement d’action et de recherche critique (Marc) et le Garm convient Me Jean-Jacques de Felice, Dominique Arrivé et des professeurs de faculté à participer devant six cents personnes à un débat sur le thème « L’Armée et l’État », le 10 février 1972.

### 1972
Puis cent cinquante à deux cents jeunes filles et jeunes gens du Garm s’enchaînent à la fontaine Bartholdi, devant l'hôtel de ville de Lyon, pour la liberté d'expression des objecteurs de conscience le 28 février 1972, avec la banderole « La loi permet de ne pas faire le service militaire » suspendue à la façade de l'hôtel de ville, le 4 février 1972 une centaine de personnalités publient L’Armée face à la population où, notamment, elles soutiennent ceux qui ont choisi « de se soustraire aux obligations militaires » dont François Janin et Jean-Michel Fayard, le 4 avril 1972, Janin et Fayard sont arrêtés, le 6 avril 1972  douze livrets militaires sont brûlés en soutien à Janin et Fayard, le 28 mai 1972 une manifestation se tient dans la caserne de La Valbonne pour dénoncer la responsabilité des gradés dans la mort de quatre militaires, du 19 au 24 juin 1972, au cours de la semaine d’action de leur comité de grève à Paris, une dizaine d’objecteurs jeûnent six jours en solidarité avec Janin et Fayard, le 6 juillet 1972, une manifestation a lieu sur le Rhône (et involontairement dans le Rhône) en soutien à Janin et Fayard, le 7 juillet 1972, les objecteurs François Janin et Jean-Michel Fayard sont condamnés à 4 mois de prison.
Par la suite, le 4 août 1972 Janin et Fayard, à leur sortie de prison, sont emmenés par des militaires. Janin s'échappe. Fayard refuse de porter l'uniforme. Mis aux arrêts de rigueur, il fait une grève de la faim, le 10 août 1972 le Garm bloque l'entrée d'une caserne par une barrière de barbelés, le 4 septembre 1972 il tient une conférence de presse pour dénoncer la tentative de reprise en main des objecteurs, notamment par le décret 72-806 signé au fort de Brégançon par le président Pompidou le 17 août 1972, le 4 septembre 1972 Janin reprend son service civil. Il est arrêté comme déserteur le 12 septembre et conduit à la caserne de Sissonne (Aisne). Il refuse l'uniforme et est inculpé pour refus d'obéissance. En grève de la faim, il est transféré de la prison de Loos-lès-Lille à l'hôpital militaire de Lille , les 23 et 29 septembre 1972 ont lieu des manifestations du Garm, notamment en soutien à Janin et Fayard, suivies quelques jours plus tard de leur réforme et d'un non-lieu pour Janin, les 30 et 31 octobre 1972 des manifestations se déroulent en soutien à Fayard à Metz, en novembre 1972 trois manifestations du Groupe d'insoumission totale et du Garm sont suivies d'un procès, alors des commissions de réflexion et de proposition d'actions sont créées sur différents sujets, insoumission, objection, caserne, ventes d'armes, armement nucléaire, politique, ce qui entraine le 17 novembre 1972, une conférence de presse de Jacques Pâris de Bollardière puis un débat devant un public nombreux, salle Sainte-Hélène, à Lyon. Général en Algérie, de Bollardière a refusé d'appliquer les techniques du général Massu et a demandé à être relevé de son commandement. Ayant dénoncé publiquement la torture, il est condamné à soixante jours de forteresse. Le putsch des généraux le décide à quitter l'armée. Il devient membre actif du Mouvement pour une alternative non-violente (Man).
1972 marque le début des permanences de distribution de tracts lors des « Trois jours » obligatoires du 8 au 10 décembre accompagné d'un jeûne de soutien à Fayard dans la basilique de Fourvière, à Lyon, les 16 et 17 décembre une participation, à Paris, d'une délégation du Garm aux Assises antimilitaristes organisées par le Collectif de lutte antimilitariste (Clam) a lieu, le 10 janvier 1973 une intrusion au consulat des États-Unis se produit, un drapeau nazi et une banderole sont accrochés en façade, le 20 février 1973 c"est l'arrestation de Gérard Bayon, février 1973 marque le début des manifestations et des grèves lycéennes contre la loi Debré partout en France, les 21 et 22 mars 1973, e Garm participe donc aux manifestations à Lyon contre cette loi, le 26 mars 1973 Gérard Bayon entame une grève de la faim, et le 2 avril 1973 il y a 15 000 manifestants contre la loi Debré où l'on voit de nombreuses banderoles en soutien à Bayon, les 4 et 9 avril 1973 mille cinq cents personnes manifestent devant la prison Montluc où il est détenu, du 5 avril au 15 mai 1973 c'est une grève de la faim des insoumis « parisiens », le 19 avril 1973 Jean-Michel Fayard quitte, libre et définitivement réformé, la prison de Metz, le 27 avril 1973 c'est l'arrestation de Gérard Petit, le 1973 Jean-Pierre Lanvin, déguisé en évêque, conduit dans les rues de Lyon l’enterrement des futures victimes des essais nucléaires et de la prochaine guerre nucléaire ainsi que des victimes de la famine en Afrique, en mai 1973 une délégation de l’American indian movement tient une conférence de presse au Mont Verdun où le Garm organise chaque week-end de mai à juillet 1973 une manifestation, sous forme de camping, contre le poste de commandement nucléaire, le 22 mai 1973 c'est l'arrestation d’Hubert Planchez, le 25 mai 1973 a lieu le procès de Gérard Bayon, le 8 juin 1973 celui de Gérard Petit, et le 14 juin 1973 un rassemblement antimilitariste est organisé au mont Verdun.

### 1973 1974
Au cours de l'été 1973 la Lettre des objecteurs republie les tracts pour lesquels des militants et l'imprimeur sont inculpés, le 10 octobre 1973 se tient le procès de l'intrusion au consulat des États-Unis, en octobre 1973 c'est le début de la campagne de boycott des produits ITT, le 1er novembre 1973 survient l'arrestation de Bruno Hérail, le 23 janvier 1974 les militants du Garm sont expulsés d'un dîner-débat, auquel participent plusieurs centaines d’officiers, sur le thème « La Défense, affaire de tous »,, le 30 janvier 1974 le domicile de Mireille Debard, secrétaire du Garm, est perquisitionné et deux membres du Garm sont appréhendés et gardés à vue. Ils sont suspectés d'un attentat à l'explosif. L’implication du Garm est une fausse piste avérée, due aux affabulations d’un cambrioleur arrêté par la police, le 5 février 1974 a lieu le procès de Bruno Hérail, le 11 février 1974 c'est une manifestation de protestation contre les inculpations à propos des tracts, le 12 février 1974 c'est le procès des diffuseurs et de l'imprimeur de tracts, du 19 au 24 février 1974 se déroule une animation du Garm au Cinématographe sur le thème « L’armée pour quoi faire ? », le 2 mars 1974 a lieu une réunion à Lyon de la coordination du boycott des produits ITT, le 27 mai 1974 le Garm recouvre des plaques indicatrices de la rue de la Part-Dieu, où se trouve le consulat chilien, par une affichette « Rue Salvador Allende », le 30 mai 1974 c'est la libération et la réforme de Bruno Hérail, le 2 juin 1974 le Garm cosigne un tract du Comité de soutien à la lutte révolutionnaire du peuple chilien, le 2 juin 1974 c'est également une intrusion dans la prison Montluc, enfin le 8 juin 1974 une manifestation se déroule au parc de la Tête d'Or contre les essais nucléaires, en juin 1974 parait le dernier numéro de Lettre des objecteurs, le 30 juillet 1974 c'est la libération et la réforme de Gérard Petit, le 11 septembre 1974 le Garm et d’autres associations appellent à un meeting de solidarité avec la résistance chilienne à la Bourse du travail de Lyon et à une manifestation le 17 octobre, place des Terreaux, en novembre 1974 des objecteurs, pour la grande majorité insoumis à leur affection et dont plusieurs sont également membres du Garm, constituent un Comité de lutte des objecteurs, du 3 au 15 décembre 1974 c'est une animation du Garm au cours de la Quinzaine cinématographique antimilitariste au cinéma Le Canut, et le 17 décembre 1974 un meeting du Comité de soutien aux soldats victimes de la répression.

### 1975 à 1978
Le 6 février 1975 l'imprimeur de tracts est relaxé, en avril - mai 1975 de longues grèves de la faim de plusieurs insoumis incarcérés à Lyon ont lieu avec une manifestation de soutien le 30 avril en ville et le 9 mai au Tribunal permanent de forces armées, le 20 janvier 1976 se tient un meeting du Collectif lyonnais de soutien aux emprisonnés à la suite de la création de comités et de syndicats de soldats, dans la nuit du 20 au 21 mai 1976, la porte du tribunal permanent des forces armées de Lyon est murée par des militants du Garm, en juillet 1976 et 1977, le Garm prend part sur place à deux grands rassemblements européens contre le surgénérateur Superphénix, à Creys-Malville. La deuxième année, les gendarmes lancent à de petits groupes violents des grenades offensives dont l’une tue Vital Michalon qui ne participe pas à la bagarre, le 4 octobre 1976 le Comité de lutte des objecteurs de Lyon prend en charge la rédaction du bimensuel Objection, au 4e trimestre 1977 est publié Les Juges kaki préfacé par Michel Foucault, le 11 novembre 1977 est diffusé Progrès pirate, un journal antimilitariste, le 27 janvier 1978 a lieu un gala antimilitariste, le 30 janvier 1978 se tient le procès de vingt-cinq membres du Groupe Insoumission avec une manifestation dans le centre de Lyon, le 1er février 1978 se tient le procès de Pierre-Yves Aubert, en mars et avril 1978 c'est l'arrestation de plusieurs réfractaires, le 6 avril 1978 une quarantaine de militants du GARM, du Groupe Insoumission et du Comité de lutte des objecteurs s'introduisent par escalade dans la caserne de Sathonay pour distribuer des tracts aux appelés, les 15 et 16 avril 1978 a lieu un rassemblement national des objecteurs au centre Pierre Valdo, à Lyon, en mai 1978 démarre une campagne nationale d'actions des objecteurs, le 20 juin 1978 trente-cinq antimilitaristes sont jugés à Lyon pour des motifs divers.

### à partir de 1978
Le 1er octobre 1978 se tient une « fête de l'insoumission » et durant le mois ont lieu plusieurs procès de réfractaires, le 5 décembre 1978 c'est le procès de Patrice Bouveret, en avril 1979 le Garm appelle à un meeting pour le Larzac à la Bourse du travail de Lyon et à d'autres débats sur la solidarité avec le Tiers-Monde et l'apartheid en Afrique du Sud, les 12 et 13 mai 1979 se fait une distribution de tracts lors des portes ouvertes de la caserne de Sathonay avec des interpellations brutales, en juin 1979 c'est une plainte du ministère de la Défense contre le Garm et le Collectif libertaire pour une affiche, le 27 septembre 1979 se tient le procès de douze renvoyeurs de livrets militaires suivi d'un meeting et d'une fête, durant toute l'année 1979 se déroule une campagne nationale de soutien aux objecteurs, avec par exemple l’occupation de l’ambassade de Belgique à Paris, les 8 et 9 novembre 1979, pour y demander symboliquement l’asile politique,,, en mars 1980 c'est le mois antimilitariste à la librairie libertaire lyonnaise La Gryffe organisé par celle-ci, le Groupe insoumission et le Garm, le 6 mars 1980 c'est la condamnation en appel à deux ans de privation des droits civiques de Gérard Legrand, renvoyeur de livret militaire, le 26 mars 1980 se tient une conférence de presse pour revendiquer le recel d'insoumis, le 10 mai 1980 c'est une manifestation contre la militarisation, en mai 1980 se tiennent les assises de l'écologie, au cours de l'été 1980, c'est un camping antimilitariste, en septembre et octobre 1980 se tiennent des assemblées générales d'objecteurs, le 27 octobre 1980 c'est l'occupation du Conseil d’État dont le procès a lieu le 12 novembre, le 3 novembre 1980 se déroule une manifestation à l'occasion d'un débat avec Joël Le Theule, ministre de la Défense, le 20 décembre 1980 place de la République à Lyon des pères Noël et quelques autres personnes du Garm distribuent des « papillotes antimilitaristes », au début 1981 plusieurs procès d'objecteurs ont lieu dont Bernard Diederichs, Fabien Chavant et Jean-Michel Lacroûte, le 10 mai 1981 c'est l'élection de François Mitterrand, le 9 juin 1981 se déroule une manifestation lors d'un meeting de Charles Hernu, du 17 au 23 août 1981 ce sont les rencontres internationales pour la paix sur le plateau du Larzac, le 23 août 1981, c'est la fête de la victoire des paysans, l'extension du camp militaire du Larzac est abandonnée, le 11 novembre 1981. 600 personnes participent à Villeurbanne à une rencontre antimilitariste organisée par le Garm, le Groupe des renvoyeurs et le Groupe objection collective, le 8 décembre 1981 le CLAIROM (Collectif lyonnais antimilitariste d’insoumis, de renvoyeurs et d’objecteurs mélomanes) chahute un concert des musiciens de la 5e région militaire, le 23 septembre 1982 est rendu public un protocole Hernu / Savary visant une symbiose entre le ministère de la Défense et celui de l’Éducation nationale, les 30 et 31 octobre 1982, le Garm organise à Lyon l'assemblée générale d’une coordination nationale antimilitariste, en 1983 démarre une campagne contre les Euromissiles, le 26 mars 1983 une manifestation est organisée par une dizaine de mouvements pour dénoncer l’omniprésence de l’armée dans l’espace public, spécifiquement à la Foire de Lyon, les 29 et 30 octobre 1983 se déroulent des marches contre le surgénérateur Superphénix, le 12 novembre 1983 est un « samedi contre la guerre » (débats, films, conférence), à Villeurbanne, les 26 et 27 mai 1984 se tiennent les assises européennes contre la surgénération à Lyon et les 4 et 5 août 1984 un rassemblement antinucléaire à Creys-Malville.

### Postérité du Garm

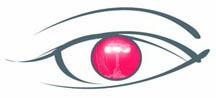
Observatoire des armements

Campagne internationale pour l'interdiction des mines antipersonnel

Au printemps 1984, trois Lyonnais du Garm, Bruno Barrillot, Patrice Bouveret et Jean-Luc Thierry mutualisent leurs documentations et créent le Centre de documentation et de recherche sur la paix et les conflits (CDRPC), devenu en 2008 l’Observatoire des armements / CDRPC.